# 愛しあってるかい!
『愛しあってるかい!』（あいしあってるかい）は、1989年10月16日から12月18日まで、フジテレビ系の「月9」枠で放送された日本のテレビドラマ。陣内孝則主演。全10回。平均視聴率22.6%、最高視聴率26.6%。
東京都・渋谷区の原宿にある男子校の南青山高校と女子校の表参道女子高校を舞台に、それぞれの3年生の生徒や先生たちが繰り広げる学園ラブコメディ。主人公・日色一平（陣内孝則）の「愛しあってるかぁ〜い?」「イェ〜イ!」という掛け合いが定番だった。
1990年4月4日には「愛しあってるかい! スペシャル」が放送され、2009年にフジテレビ開局50周年記念の一環で、1980年代後半を代表する同局トレンディドラマ4作品としてポニーキャニオンよりDVD-BOXが発売された。

## ストーリー
東京都・渋谷区の原宿にある男子高校・南青山高校と女子高校・表参道女子高校を舞台に、それぞれの三年生の生徒や先生たちが日常を楽しく真剣に生きる様を描いた学園ラブコメディドラマ。日色一平が担任となる3年1組の生徒たち、また女子校である表参道女子高校を舞台とした椎名吹雪が担任となる3年A組椎名ルームの女子生徒たちが中心となり繰り広げ定番の学校行事や修学旅行またプライベートに関する教師と生徒たちの生活ぶりを描き出し教師と生徒の信頼関係も題材化している。最終回ではクリスマスパーティーを題材化したラブストーリーになっている。

## キャスト
- 日色 一平（南青山高校教諭・古文） - 陣内孝則（3年1組担任）
- 椎名 吹雪（表参道女子高校教諭・英語） - 小泉今日子（3年A組担任）
- 甲斐 拓実（南青山高校教諭・体育） - 柳葉敏郎
- 不破 誠（南青山高校教諭・美術） - 近藤敦
- 篠田 里美（表参道女子高校教諭・体育） - 藤田朋子
- 真柴 純（表参道女子高校生徒） - 田中律子
- 川上 忍（表参道女子高校生徒） - 和久井映見
- 諏訪 恵（表参道女子高校生徒） - 船田幸
- 菊田 章吾（南青山高校生徒） - 角田英介
- 堀口 満（南青山高校生徒） - 神田利則
- 高木 裕太（南青山高校生徒） - 江川芳文
- 遠藤 知恵子（南青山高校保健室校医） - 大島智子
- 神田 美樹（吹雪と里美の高校時代の同級生） - 豊田真帆
- 西条 隆夫（私立・西麻布高校教諭） - 宇梶剛士
- 表参道女子高校その他生徒 - 高山美図紀、浦川智子、鎌江愛、大原麻琴
当時乙女塾だった永作博美、松野有里巳、橋本景子、森景真紀、梅原奈津子が第3話まで出演した。
- 表参道女子高校その他教諭 - 大塚周夫、三谷昇、鶴田忍
- 南青山高校その他教諭 - 新村礼子、田岡美也子、千うらら
- 第1話登場の赤いチーマ - 鼓太郎、島田雄一郎
- 第2話登場の3人組商社マン - 四禮正明、羽場裕一
- 第6話登場の教育実習生（早川南） - 鈴木聖子
- 第9話登場の一平の見合い相手 - 生田智子

## スタッフ
- 脚本 - 野島伸司
- 音楽 - 鈴木康博
- 主題歌 - 小泉今日子 「学園天国」
- 演出 - 楠田泰之、永山耕三、斉藤郁宏
- プロデュース - 山田良明、大多亮
- 製作著作 ‐ フジテレビ

## 放送日程
| 各話                                                      | 放送日         | サブタイトル                 | ゲスト                 | 演出     | 視聴率 |
| --------------------------------------------------------- | -------------- | ---------------------------- | ---------------------- | -------- | ------ |
| 第1話                                                     | 1989年10月16日 | 青春爆発! 先生だって恋をする | 鼓太郎 島田雄一郎      | 楠田泰之 | 23.1%  |
| 第2話                                                     | 1989年10月23日 | 危険! うちの生徒に手を出すな | 四禮正明 羽場裕一      | 楠田泰之 | 22.2%  |
| 第3話                                                     | 1989年10月30日 | 京都修学旅行の夜は大混乱だ!  |                        | 楠田泰之 | 18.7%  |
| 第4話                                                     | 1989年11月06日 | 裸で告白! 僕は君が好きなんだ | 白石貴綱 谷嶋俊        | 永山耕三 | 21.9%  |
| 第5話                                                     | 1989年11月13日 | 熱闘! 愛と炎のトライアスロン |                        | 永山耕三 | 21.9%  |
| 第6話                                                     | 1989年11月20日 | 興奮! 教育実習生は女子大生だ | 鈴木聖子               | 楠田泰之 | 20.5%  |
| 第7話                                                     | 1989年11月27日 | 赤ちゃん抱いて授業はつらいぜ | 柳谷寛 中野英雄 水沢螢 | 斉藤郁宏 | 22.5%  |
| 第8話                                                     | 1989年12月04日 | 日米親善! 交換留学生が来たぜ | ソフィア・ローソン     | 斉藤郁宏 | 26.3%  |
| 第9話                                                     | 1989年12月11日 | 感激! 今夜は美女とお見合だ   | 生田智子 畠山久        | 永山耕三 | 24.8%  |
| 最終話                                                    | 1989年12月18日 | クリスマスは愛と涙と感動だ!  |                        | 楠田泰之 | 26.6%  |
| 平均視聴率22.6%（視聴率は関東地区・ビデオリサーチ社調べ） |                |                              |                        |          |        |

## その他
- 陣内孝則・柳葉敏郎の出演作品としては、前年（1988年）に制作された「君の瞳をタイホする!」の続編的な位置づけである。前作は浅野ゆう子・三上博史が出演していたが、今作ではそれぞれの役どころが小泉今日子・近藤敦に代わっている。
- 男性教師が、ザ・ロッカーズ（陣内）、一世風靡セピア（柳葉）、バービーボーイズ（近藤）のミュージシャン出身の共演となり、第7話で子守歌を3人でハモって歌うシーンがある（当時の番組解説ではスリーメン&ベビーのパロディと紹介された）。
- スポンサーにサントリーが入っていたため、お酒を飲むシーンが多い。また、TOYOTAもスポンサーであったため、ソアラ、スープラが使用されている。
- 『ファースト・キス』で、伊藤英明扮する加納和樹が子供のころ好きだったドラマとして話題に上った。
- EDはNG集の積め合わせシーンになっている。

## 愛しあってるかい! スペシャル
1990年4月4日に、『愛しあってるかい!』のスペシャルドラマとして放送された。
『愛しあってるかい!』を含むフジテレビのトレンディドラマ4作品のDVD-BOXがポニーキャニオンより発売された際に、追加収録されている。

### ストーリー
レギュラーで放送された回の続編となりその後の学園生活ぶりのラブコメディへと展開する。レギュラー回と同様舞台となる学園や出演者・役柄に変更はない。先生と生徒たちの恋愛のその後やプライベートに関する教師と生徒たちの生活ぶりを描き出し教師と生徒の信頼関係も題材化しているほか生徒達の大学受験合格発表の日から卒業式とその後までを描く。ラストには主人公の日色一平と椎名吹雪が結ばれるのかどうかが話題となった。

### キャスト
- 日色 一平（南青山高校教諭・古文） - 陣内孝則（3年1組担任）
- 椎名 吹雪（表参道女子高校教諭・英語） - 小泉今日子（3年A組担任）
- 甲斐 拓実（南青山高校教諭・体育） - 柳葉敏郎
- 不破 誠（南青山高校教諭・美術） - 近藤敦
- 篠田 里美（表参道女子高校教諭・体育） - 藤田朋子
- 真柴 純（表参道女子高校生徒） - 田中律子
- 川上 忍（表参道女子高校生徒） - 和久井映見
- 諏訪 恵（表参道女子高校生徒） - 船田幸
- 菊田 章吾（南青山高校生徒） - 角田英介
- 堀口 満（南青山高校生徒） - 神田利則
- 高木 裕太（南青山高校生徒） - 江川芳文

- 遠藤 知恵子（南青山高校保健室校医） - 大島智子
- 神田 美樹（吹雪と里美の高校時代の同級生） - とよた真帆
- 西条 隆夫（私立・西麻布高校→南青山高校教諭・生物） - 宇梶剛士
- スキー場で出会う女子大生 - 相原勇、斉藤満喜子、美村未紀
- スキー場のペンションオーナー - 黒田アーサー
- 表参道女子高校その他教諭 - 大塚周夫、三谷昇、鶴田忍
- 南青山高校その他教諭 - 新村礼子、田岡美也子、千うらら

### スタッフ
- 脚本 - 野島伸司
- 音楽 - 鈴木康博
- 主題歌 - 小泉今日子 「学園天国」
- 演出 - 楠田泰之
- プロデュース - 山田良明、大多亮

### その他
- スペシャルは、地上波やCS放送フジテレビTWO（フジテレビ721）での再放送が少なかった。DVD-BOXで収録されている。
- エンディングの「学園天国」は、NG集とともにフルコーラスで放送された。